# سارية رغدان
سارية علم الأردن هي سارية علم، تقع في قلب العاصمة الأردنية عمّان - في قصر رغدان تحديدا، حيث تحمل علم المملكة الأردنية الهاشمية. تم افتتاحها سنة 2003. ويبلغ ارتفاعها 126.8 متر، أما العلم يبلغ طوله 60 مترا وعرضه 30 مترا بمساحة إجمالية بلغت 1800 متر مربع. وبذلك، احتلت هذه السارية المرتبة الأولى في العالم من حيث الارتفاع في وقته.
تم تصنيع هذة السارية بحيث تتحمل كافة الظروف الجوية والزلازل وكذلك الأمر بالنسبة للعلم وتم كذلك تركيب كاميرا على السارية لتصوير مناطق من العاصمة بحدود عشرة كيلومترات من موقع السارية مربوطة مع الإنترنت يمكن إرسال الصور التي تلتقطها عبر الشبكة. كما يمكن رؤية السارية بوضوح من على مسافة 20 كم داخل العاصمة عمّان.

## تاريخ
كانت سارية علم الإمارات في أبوظبي تحتل هذا المركز منذ 2001، وبفارق 3.8 متر فقط. إلى أن افتتح الملك عبد الله الثاني سارية رغدان، في اطار احتفالات المملكة بيوم الجيش والثورة العربية الكبرى في 10 حزيران لعام 2003. استمرت سارية رغدان تحتل هذا المركز حتى 2004، حيث نالت هذا المركز سارية علم الثورة العربية في الأردن أيضا، ولكن في مدينة العقبة الساحلية جنوب عمّان.
أما الآن، فتراجع ترتيب ارتفاع سارية رغدان إلى المرتبة السابعة عالميا، حيث تحتل سارية العلم بجدة التي ترفع علم المملكة العربية السعودية في مدينة جدة المرتبة الأولى عالميا كأطول سارية علم وأكبر علم في العالم وقد تم تسجيل ذلك في موسوعة جينيس للارقام القياسية

## وصلات خارجية
| السجلات                                       | السجلات                                               | السجلات                     |
| --------------------------------------------- | ----------------------------------------------------- | --------------------------- |
| سبقه · سارية أبوظبي، الإمارات العربية المتحدة | أعلى سارية علم بالعالم حزيران 2003 - تشرين الأول 2004 | تبعه · سارية العقبة، الأردن |